# Riesengrundel
Die Riesengrundel (Gobius cobitis) ist ein benthisch lebender Fisch der Gattung Gobius aus der Familie der Grundeln (Gobiidae). G. cobitis gehört mit einer Länge von bis zu 27 cm zu den größten Grundelarten. Der bevorzugte Lebensraum von G. cobitis sind an der Küste liegende, mit Brackwasser gefüllten Gezeitentümpel. Die Erstbeschreibung der Art erfolgte 1814 durch Peter Simon Pallas.

## Merkmale
Erkennungsmerkmale von G. cobitis sind unter anderem seine relativ kleinen Augen und sein kurzer Schwanzstiel. Sein Körper ist mit kleinen Schuppen bedeckt, wobei die Schuppen auf dem Kopf nicht bis auf Augenhöhe reichen. Die Schuppen sind grau meliert bis olivfarben gefärbt. Entlang der Seitenlinie sind deutlich dunkle Flecken zu erkennen. Die Außenseiten der Rückenflosse (Dorsale), Schwanzflosse (Caudale) und Afterflosse (Anale) sind gräulich gefärbt. Die oberen Strahlen der Brustflosse (Pectorale) von G. cobitis sind nicht durch eine Flossenmembran miteinander verbunden. An der Vorderkante der kleinen und runden Bauchflossen (Ventrale) sind deutlich Seitenlappen zu erkennen.
Während der Paarungszeit von Frühling bis Mitte Sommer sind die Männchen dunkler gefärbt als die Weibchen.
G. cobitis erreicht eine Länge von bis zu 27 cm. Dabei gibt es keine Unterschiede zwischen Männchen und Weibchen.

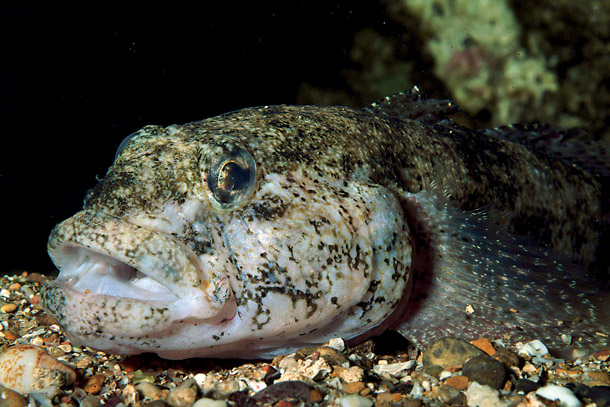
Kopf einer Riesengrundel aus Italien

## Verbreitung und Lebensraum
G. cobitis ist eine weit verbreitete Fischart in Europa. Er kommt an der Südwestküste von England, von Wembury bis zu den Scilly-Inseln vor. Im östlichen Atlantik ist er vom westlichen Ärmelkanal bis Marokko anzutreffen. Weiterhin kommt G. cobitis im ganzen Mittelmeer vor und bis auf wenige Bereich im Nordwesten auch im Schwarzen Meer. In Afrika ist G. cobitis im Golf von Suez vorzufinden.
Man trifft G. cobitis hauptsächlich in der oberen Gezeitenzone in Gezeitentümpeln, also kleine Tümpel, die sich an Küstengebieten in Felsvertiefungen der Spritzwasserzone des Meeres gebildet haben, an. Für gewöhnlich hält er sich in Tiefen von höchstens 10 m auf. Die von G. cobitis besetzten Gezeitentümpel sind meist mit Brackwasser gefüllt und besitzen oft einen kleinen Süßwasserzufluss. Die Gezeitentümpel weisen eine hohe Abundanz von Ulva, eine Gattung vielzelliger Grünalgen auf. Die Gezeitentümpel sind meist felsig und in ihnen befinden sich große Felsbrocken mit Spalten, welche groß genug sind um den Fischen Unterschlupf zu bieten. Vor allem die Jungfische mit einer Größe von bis zu 7 cm verbringen ihre ersten Monate in diesen Gezeitentümpeln. Wenn G. cobitis in seinem ersten Herbst eine Größe von über 7 cm erreicht, ist dieser vermehrt auch in den tiefer liegenden Verbindungskanälen zwischen Meer und Gezeitentümpeln anzutreffen. Auch hier sucht er sich große Felsen mit Spalten, in denen er sich verstecken kann. Adulte Fische wurden beobachtet wie diese über den Tag hinweg vertikal der Küste entlang den Gezeiten folgen. Es wird vermutet, dass sie dadurch ihr mögliches Nahrungsangebot maximieren.
Trotz vereinzelter Berichte über in Süßwasser lebenden G. cobitis, gibt es keine dokumentierten Aufzeichnungen von in Süßwasser lebenden G. cobitis in Europa.

## Ernährung
G. cobitis ist ein Allesfresser, der sich von auf Hartsubstrat lebenden Makrobenthos ernährt. Sehr gerne frisst G. cobitis Grünalgen. Als Räuber frisst er auch Krebstiere, Vielborster, Insekten und kleinere Fische.
Die Fressgewohnheit ändert sich mit der Größe bzw. Alter des Fisches. Jüngere G. cobitis, mit einer Länge von bis zu 8–9 cm ernähren sich hauptsächlich von kleinen Organismen wie zum Beispiel Ruderfußkrebse, Muschelkrebse und Flohkrebse. Je größer die Fische werden, desto größere Organismen können von G. cobitis gefressen werden. Dazu gehören Strandkrabben, größere Flohkrebse, Vielborster und große Mengen an Grünalgen.
Es wurde nachgewiesen, dass G. cobitis bei Flut knapp dreimal mehr Fische frisst als bei Ebbe. Dabei verharrt er als Lauerjäger auf dem Felsgrund und lauert auf kleinere Beutefische. Seine Beutefische sind vor allem kleine Seequappen und die Larven von Schleimfischen.
Auch mit den Jahreszeiten ändert G. cobitis seine Fressgewohnheiten. In den Wintermonaten muss er vor allem als Räuber seine Nahrung jagen, da Grünalgen zu dieser Jahreszeit kaum vorhanden sind.

## Fortpflanzung
G. cobitis erreicht nach 2 Jahren seine Geschlechtsreife. Weibchen können pro Saison zweimal ablaichen. Die Paarungszeit findet zwischen Frühling und Sommer statt. Je nach Population findet die Paarungszeit in unterschiedlichen Monaten statt. So pflanzt sich G. cobitis an der Küste vor Neapel zwischen März und Mai, in Warna am Schwarzen Meer zwischen Mai und Juli und vor der portugiesischen Küste des Ostatlantiks zwischen Anfang April und Juli fort.
Zeitliche Variationen der Paarungszeit von küstennahen Fischen sind keine Seltenheit. Populationen, welche in niederen Breiten vorkommen, weisen eine länger andauernde Paarungszeit auf als ihre Artgenossen in höheren Breiten. Dies wird damit begründet, dass in den höheren Breiten der Winter früher beginnt. Die adulten Tiere können sich somit nicht erst spät im Jahr paaren, da sonst, durch die verringerten Temperaturen und das sinkende Nahrungsangebot im Winter, die Fischlarven mit einer deutlich erhöhten Mortalitätsrate zu kämpfen hätten.
Die Weibchen von G. cobitis legen ihren Laich meist gut geschützt auf der abgeflachten Unterseite von Felsbrocken ab. Die Felsbrocken, unter denen gelaicht wird, befinden sich in den Zuflüssen zwischen Meer und Gezeitentümpeln, welche selbst bei Ebbe mit Wasser gefüllt sind. Die Felsbrocken sind ca. 50 cm groß. Dabei wird der Laich als einlagige Schicht spindelförmig mit Fäden an das Substrat befestigt. Im Durchschnitt legt ein Weibchen, abhängig von der Körperlänge, zwischen 2 000 und 12 000 Eier. Die Eier besitzen im Mittel eine Größe von 4,2 mm.
Die Männchen bewachen den Bereich um den Felsbrocken mit dem von ihnen befruchtetem Laich und betreiben, wie alle Grundelarten, die Brutpflege, bis die Larven schlüpfen. Viele Männchen von G. cobitis leben polygyn. Das heißt, sie befruchten während der Paarungszeit mehrere Gelege. Dies führt dazu, dass die Männchen gleichzeitig Brutpflege für mindestens zwei Gelege von verschiedenen Weibchen betreiben.
Bei Temperaturen von 12–16 °C schlüpfen die Larven nach 22–24 Tagen. Liegt die Wassertemperatur bei erhöhten 15–18 °C schlüpfen die Larven bereits nach 15–17 Tagen.
Sowohl männliche als auch weibliche G. cobitis erreichen im Durchschnitt ein Alter von bis zu 10 Jahren.

## Bedeutung für den Menschen
G. cobitis ist für den Menschen harmlos. In der Fischerei hat G. cobitis eine sehr geringe Bedeutung. Allerdings wird er als „Gamefish“ gelistet, das bedeutet, dass er in der Sportfischerei relevant ist. In der Roten Liste gefährdeter Arten des IUCN wurde G. cobitis noch nicht eingestuft und beurteilt, da bezüglich der Gefährdung von G. cobitis noch nicht genügend Studien vorhanden sind.